# Miliusa thorelii
Miliusa thorelii är en kirimojaväxtart som beskrevs av Achille Eugène Finet och François Gagnepain. Miliusa thorelii ingår i släktet Miliusa och familjen kirimojaväxter. Inga underarter finns listade i Catalogue of Life.